# Calcarobiotus hainanensis
Espèce
Calcarobiotus hainanensis est une espèce de tardigrades de la famille des Macrobiotidae.

## Distribution
Cette espèce est endémique de Hainan en Chine.

## Description
Calcarobiotus hainanensis mesure de 280 à 370 µm.

## Étymologie
Son nom d'espèce, composé de hainan et du suffixe latin -ensis, « qui vit dans, qui habite », lui a été donné en référence au lieu de sa découverte, Hainan.

## Publication originale
- Li, Wang & Wang, 2008 : The Tardigrada fauna of Hainan Island (Asia: China) with descriptions of two new species. Raffles Bulletin of Zoology, vol. 56, no 2, p. 293-305 (texte intégral).